# Adrián Sieiro
Adrián Sieiro Barreiro, född 7 december 1992, är en spansk kanotist.

## Karriär
Vid EM 2018 i Belgrad tog Sieiro brons tillsammans med Sergio Vallejo i C-2 1000 meter. Vid VM 2022 i Dartmouth tog han guld tillsammans med Pablo Graña, Manuel Fontán och Joan Moreno i C-4 500 meter. Sieiro tog även guld tillsammans med Joan Moreno i C-2 500 meter vid EM 2022 i München.
Vid VM 2023 i Duisburg tog Sieiro sitt andra raka VM-guld tillsammans med Pablo Graña, Manuel Fontán och Joan Moreno i C-4 500 meter.